# Le Vivier-sur-Mer
 Le Vivier-sur-Mer  es una población y comuna francesa, situada en la región de Bretaña, departamento de Ille y Vilaine, en el distrito de Saint-Malo y cantón de Dol-de-Bretagne.

## Demografía
| 729 | 793 | 753 | 914 | 1012 | 1009 |
| Para los censos de 1962 a 1999 la población legal corresponde a la población sin duplicidades (Fuente: INSEE [Consultar]) |     |     |     |      |      |